# Alex Wilson (atleta 1907-1994)
Alexander Sheldon Wilson, detto Alex (Montréal, 1º dicembre 1907 – Mission, 9 dicembre 1994), è stato un velocista e mezzofondista canadese, specializzato nei 400 e 800 metri piani.

## Biografia
Nel 1928 prese parte ai Giochi olimpici di Amsterdam conquistando la medaglia di bronzo nella staffetta 4×400 metri con Jimmy Ball, Stanley Glover e Phil Edwards. Fu invece eliminato nelle semifinali dei 400 e degli 800 metri piani.
Nel 1930 partecipò alla prima edizione dei Giochi dell'Impero Britannico conquistando l'oro nelle 440 iarde, il bronzo nelle 880 iarde e l'argento nella staffetta 4×440 iarde con Art Scott, Jimmy Ball e Stanley Glover.
Nel 1932 fu la volta dei Giochi olimpici di Los Angeles dove vinse la medaglia di bronzo nei 400 metri piani e nella staffetta 4×400 metri (con Jimmy Ball, Ray Lewis e Phil Edwards) e l'argento negli 800 metri.

## Palmarès
| Anno | Manifestazione                | Sede        | Evento                | Risultato    | Prestazione | Note                          |
| ---- | ----------------------------- | ----------- | --------------------- | ------------ | ----------- | ----------------------------- |
| 1928 | Giochi olimpici               | Amsterdam   | 400 metri             | elim. semif. | 49"2        |                               |
| 1928 | Giochi olimpici               | Amsterdam   | 800 metri             | elim. semif. | 1'57"1      |                               |
| 1928 | Giochi olimpici               | Amsterdam   | Staffetta 4×400 metri | Bronzo       | 3'15"4      |                               |
| 1930 | Giochi dell'Impero Britannico | Hamilton    | 440 iarde             | Oro          | 48"8        |                               |
| 1930 | Giochi dell'Impero Britannico | Hamilton    | 880 iarde             | Bronzo       | 1'55"6 s    |                               |
| 1930 | Giochi dell'Impero Britannico | Hamilton    | Staffetta 4×440 iarde | Argento      | 3'19"8 s    |                               |
| 1932 | Giochi olimpici               | Los Angeles | 400 metri             | Bronzo       | 47"4        |                               |
| 1932 | Giochi olimpici               | Los Angeles | 800 metri             | Argento      | 1'49"9      | Miglior prestazione personale |
| 1932 | Giochi olimpici               | Los Angeles | Staffetta 4×400 metri | Bronzo       | 3'12"8      |                               |